# Boechout
Boechout là một đô thị ở tỉnh Antwerp, Bỉ.
Đô thị này gồm các thị trấn Boechout proper and Vremde. Tại thời điểm ngày 1 tháng 1 năm 2006, Boechout có dân số 12.090 người. Tổng diện tích là 20.66 km² với mật độ dân số là 585 người trên mỗi km².

## Dân địa phương nổi tiếng
- Jan Frans Willems, nhà văn